# Golgeri, Sindgi
Golgeri là một làng thuộc tehsil Sindgi, huyện Bijapur, bang Karnataka, Ấn Độ.